# Варениковский район
Варениковский район — административно-территориальная единица в составе Краснодарского края, существовавшая в 1940—1953 годах. Центр — станица Варениковская
Варениковский район был образован 16 апреля 1940 года в составе Краснодарского края. В его состав вошли Гладковский, Ильичевский, Кеслеровский, Краснопсебенский, Новопокровский, Павловский и Прохладненский сельсоветы Крымского района; Гостагаевский, Джигинский и Первомайский с/с Анапского района; Варениковский с/с Темрюкского района.
22 августа 1953 года Варениковский район был упразднён. При этом Гостагаевский, Джигинский и Первомайский с/с отошли к Анапскому району, а Варениковский, Гладковский, Ильичевский, Кеслеровский, Краснопсебенский, Новопокровский, Павловский и Прохладненский — к Крымскому району.